# Прикасаемые
«Прикаса́емые» — социокультурный проект по интеграции слепоглухих людей в творческую среду, созданный Фондом поддержки слепоглухих «Со-единение» и московским Театром наций. Проект включает постановку спектакля, создание лаборатории социокультурной интеграции, съёмку документального фильма и организацию фотовыставки о жизни слепоглухих. Основатель проекта, народный артист России Евгений Миронов получил в 2015 году премию «Импульс добра» в номинации «За личный вклад в развитие социального предпринимательства в сфере культуры».

## История
Идея спектакля была озвучена на заседании попечительского совета Фонда поддержки слепоглухих 23 мая 2014 года художественным руководителем Театра наций Евгением Мироновым.

«Идея спектакля родилась после того, как Герман Греф предложил мне войти в Фонд помощи слепоглухим. Цель фонда — реализация системных проектов, направленных на интеграцию слепоглухих в общество, в том числе через развитие их творческого потенциала. Войдя в состав этой организации, я стал соображать, чем могу быть полезен. Выяснилось, что на сегодняшний день в России насчитывается более 15 тысяч слепоглухих людей, а научные исследования, посвящённые проблемам их здоровья, заморожены ещё с советских времён. Мы решили провести собственное исследование — на уровне театра» — Евгений Миронов.

Сценаристом пьесы стала Марина Крапивина, режиссёром выступил Руслан Маликов, режиссёром пластики — Евгений Кулагин, художником — Екатерина Джагарова. Актриса спектакля Ингеборга Дапкунайте стала также продюсером проекта.
Источником вдохновения для работы над проектом стал пример израильского театра «Налагаат», вся труппа которого состоит из актёров с двумя сенсорными нарушениями.

## Составляющие

### Спектакль
«Прикасаемые» — первая в мире постановка, в которой одновременно задействованы и слепоглухие, и зрячеслышащие актёры.
В спектакле приняли участие известные артисты Ингеборга Дапкунайте, Егор Бероев, Елена Морозова, Ольга Лапшина, Олег Савцов, Илона Гайшун, Юлия Хамитова, Екатерина Сахно, Кирилл Быркин, Рустам Ахмадиев, а также семеро слепоглухих людей, в числе которых доктор психологических наук Александр Суворов, актриса и поэт Ирина Поволоцкая.
Основу спектакля составляют истории слепоглухих людей, которые помогают рассказать зрячеслышащие актёры.
Важным компонентом действия стала разыгрываемая зрячеслышащими актёрами история взаимоотношений слепоглухих героев и их «доверенных лиц», без которых слепоглухой человек не может обойтись в повседневной жизни. Специально для этого была написана пьеса, основанная на интервью со слепоглухими участниками проекта и их зрячеслышащими спутниками. Основное внимание уделено отношениям в парах: мать — дочь, отец — сын, муж — жена, брат — сестра, учитель — ученик и так далее, когда один из этой пары слепоглухой.
Слепоглухие герои спектакля принадлежат к разным поколениям, социальным стратам, мировоззрениям. Особое место среди них занимает Ольга Скороходова, первый советский слепоглухой учёный, которую в народе называли русской Хелен Келлер.
Интересным фактором сценографии стало обращение к обонянию. Во время спектакля участники имеют дополнительные ориентиры в виде деликатно поступающих в зал ароматов, которые позволяют им следовать сценарию и замыслам режиссёра. Смена ароматов является подсказкой и для зрителей, отождествляющих их с новой сценой спектакля.
Премьера предварительной версии спектакля состоялась 13 октября 2014 года в Театре наций в рамках международного фестиваля «Территория».
Премьера окончательной версии спектакля состоялась 19 апреля 2015 года на Малой сцене Театра наций.

### Лаборатория социокультурной интеграции
Эта часть проекта представляла собой регулярные мастер-классы деятелей культуры и волонтёров из числа студентов Российского государственного социального университета и других вузов со слепоглухими людьми, в том числе с участниками знаменитой «четвёрки» — слепоглухими выпускниками МГУ.

### Документальный фильм
Документальный фильм о проекте «Прикасаемые» был снят знаменитым документалистом Сергеем Мирошниченко.

### Фотовыставка
Частью проекта стала выставка фотографов школы Родченко, прошедшая в Театре наций.